# NGC 1016
NGC 1016 هي مجرة، تتبع كوكبة قيطس. اكتشفها ألبرت مارث في 15 يناير 1865.

## روابط خارجية
- NGC 1016 على موقع ويكي سكاي: DSS2, SDSS, GALEX, IRAS, Hydrogen α, X-Ray, Astrophoto, Sky Map, Articles and images